# Trans-Am

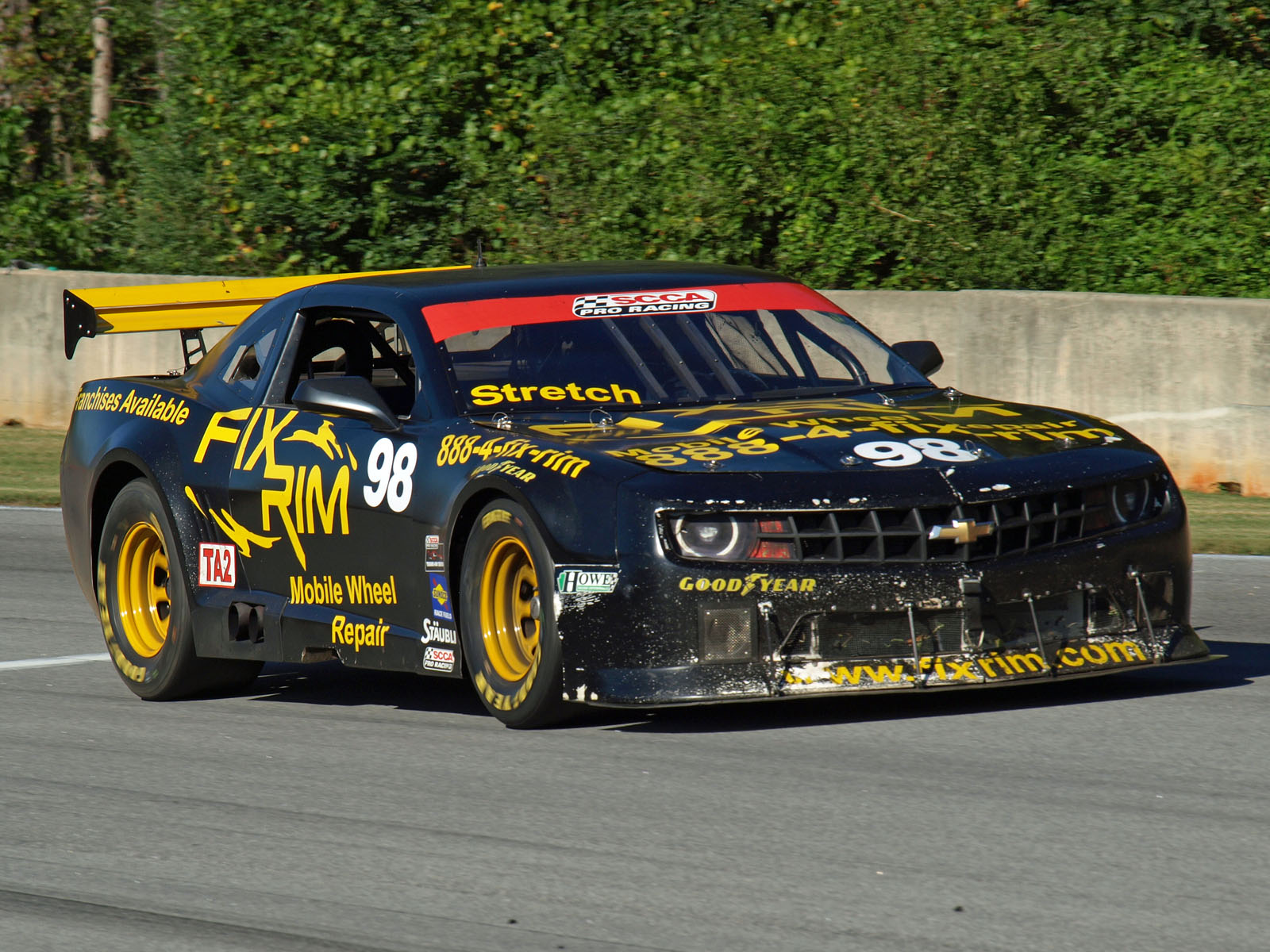
Автомобиль Chevrolet Camaro, подготовленный под регламент класса TA2 на этапе серии в 2011 году.

Серия Trans-Am — североамериканская кузовная автогоночная серия, существующая с 1966 года и управляемая SCCA.

## История

### Первые годы
Серия появилась не на пустом месте: задолго до того SCCA санкционировала различные гонки клубного типа для седанов классов А и B, прописав в регламенте возможность участия в них модифицированной серийной техники. В 1966 году тогдашниЙ президент SCCA Джон Бишоп санкционировал на их основе полупрофессиональный чемпионат. Первоначальный проект имел название Трансамериканский чемпионат среди седанов (англ. Trans-American Sedan Championship), который позднее был сокращён до Trans-Am.
Первоначальный регламент Trans-Am базировался на регламенте кузовной группы 2, утверждённый FIA для кольцевых и раллийных гонок, но со временем организаторы отошли от концепции модифицированный седанов класса А, допустив на старт изменённые машины GT. В первые годы на старт серии выходили автомобили, оснащённые достаточно разными, по рабочему объёму, силовыми агрегатами. В связи с этим до 1973 года вся заявленная на старт техника делилась на две категории: некоторое время рубежом был объём двигателя в два литра, а в 1971-72-м годах грань была повышена ещё на половину литра. Дабы каждый раз стабильно собирать достаточный заявочный лист, оба класса соревновались вместе. Технический регламент чемпионата имел и более мелкие ограничения: колёсная база заявляемой техники не должна была превышать 111 мм, а максимальный рабочий объём двигателя был установлен на отметке в пять литров. Подобные требования позволили привлечь в серию владельцев весьма популярных в то время автомобилей класса Pony Car.
Первый сезон серии стартовал в последние выходные марта 1966 года на трассе Sebring International Raceway во Флориде; дистанция дебютной гонки составила чуть более 560 км. Первым победителем заезда серии стал австриец Йохен Риндт, пилотировавший Alfa Romeo GTA старшего класса. В дальнейшем по ходу года было проведено ещё шесть гонок, дистанция которых значительно различалась: например в конце июля была проведена 400-километровая гонка на Virginia International Raceway в Виргинии, а уже две недели спустя в Мэриленде прошла 12-часовая гонка. Марафонский характер гонок обусловил и ещё одно положение регламента: по ходу заезда командам разрешалось производить замену пилота.
В 1967 году SCCA допустила в чемпионат автомобиль Porsche 911 и в первый же сезон немецкая техника смогла выиграть Кубок конструкторов старшего класса. В это же время в чемпионат пришёл ещё одна крупная организация: Penske Racing и их пилот Марк Донохью выиграли на Chevrolet Camaro и AMC Javelin в 1967-1970-м годах не один десяток гонок в рамках младшего класса серии. К началу 1970-х годов популярность Trans-Am достигла такой величины, что почти все американские производители автомобилей класса Pony Car были представлены в серии, а сильнейшие пилоты и команды, выступающие в Северной Америке, охотно выступали в соревнованиях чемпионата.

### 1970-2012
«Золотой век» Trans-Am продлился недолго: к началу 1970-х годов гонки становятся всё менее популярны, падает количество заявок на участие в младшем классе. В 1973 году чемпионат унифицирует регламент, устранив разбивку по классам. Резко сокращается число гонок: в 1974-м сезон состоит всего из трёх гонок. Одной из причин подобного являлось создание конкурирующего первенства организации IMSA: IMSA GT, на старт поначалу допускалась и техника Trans-Am.
В 1976 году регламент серии был подкорректирован: желающие должны были подготовить технику под требования одного из двух классов — один из них базировался на регламенте FIA для кузовных гонок Группы 4, а второй — Группы 5.
После некоторого периода доминирования в чемпионате 2600-фунтовых 5-литровых монстров в чемпионате постепенно стали набирать всё большую популярность лёгкие турбированые машины с трубчатой рамой. Автомобиль Mercury Capri в какой-то момент становится доминирующей машиной серии, набирает силу организация Roush Racing.
В 1988 году в серии удачно дебютирует Audi со своей полноприводной машиной 200 Quattro Turbo. Пилоты немецкой компании выигрывают восемь из тринадцати гонок сезона, завоёвывая кубок конструкторов. В конце сезона компания переключается на гонки IMSA GT. Преимущество техники подобного типа обеспокоило SCCA и на старт следующего сезона были допущены машины лишь с приводом на одну ось; на некоторое время в серию был закрыт доступ зарубежным автопроизводителям.
В 1990-е годы большинство команд использовали автомобили с V-образным восьмицилиндровым двигателем. За титул боролась техника производства Ford и Chevrolet. Гонки серии становятся всё более любительскими и возрастными, в начале XXI века, дабы как-то поднять конкуренцию в серии, из регламента был исключён пункт о чистоамериканской технике. В гонках серии постепенно выходит на ведущие роли Пол Джентилоцци и его команда Rocketsports Racing: как пилот Пол на рубеже веков выигрывает четыре титула, а как владелец заявки ещё три. Джентилоцци же приводит в серию марку Jaguar.
К 2005 году серия серьёзно теряет популярность. Выигравший по итогам того сезона личный кубок Клаус Граф несколько лет носит звание последнего чемпиона Trans-Am. Осенью 2006 года при содействии SCCA чемпионат проводит два последних полувыставочных этапа.
В начале 2009 года первенство было возобновлено. Грег Пикетт при поддержке бренда Muscle Milk возродил чемпионат, используя регламент клубных гонок SCCA GT-1. Стартовое поле в дальнейшем ещё расширяется, за счёт допуска на старт техники чемпионатов SCCA GT-2 и SCCA GT-3. Постепенно серия расширяет своё присутствие в автоспортивном мире США и осенью 2012 года SCCA становится не просто санкционирующей организацией, а также забирает себе права на организацию гонок чемпионата.

### Похожие серии
С начала 1980-х годов Trans-Am приходится конкурировать с несколькими сериями, с похожим техническим регламентом: поначалу аналогичная техника допускалась на старт IMSA GT, а с 1985 года у чемпионата появились и прямые конкуренты: всё та же SCCA организовала канадо-американское первенство Pro Racing World Challenge; 19 лет спустя Grand American Road Racing Association организовала под своей эгидой первенство Continental Tire Sports Car Challenge. Последнний чемпионат в какой-то момент переманил у Trans-Am их телевизионного вещателя — компанию Speedvision, поспособствовав будущему кризису серии.

## Чемпионы серии
| Сезон | Класс                                             | Кубок конструкторов                               | Личный зачёт                                      | Личный зачёт                                      | Личный зачёт                                      |
| Сезон | Класс                                             | Кубок конструкторов                               | Пилот                                             | Машина                                            | Команда                                           |
| ----- | ------------------------------------------------- | ------------------------------------------------- | ------------------------------------------------- | ------------------------------------------------- | ------------------------------------------------- |
| 1966  | Рабочий объём двигателя более двух литров         | Ford                                              | Хорст Квеч Гастон Андрей                          | Alfa Romeo GTA                                    | Bill Knauz                                        |
| 1966  | Рабочий объём двигателя два литра и менее         | Alfa Romeo                                        | Хорст Квеч Гастон Андрей                          | Alfa Romeo GTA                                    | Bill Knauz                                        |
| 1967  | Рабочий объём двигателя более двух литров         | Ford                                              | Джерри Тайтус                                     | Ford Mustang                                      | Shelby American                                   |
| 1967  | Рабочий объём двигателя два литра и менее         | Porsche                                           | Джерри Тайтус                                     | Ford Mustang                                      | Shelby American                                   |
| 1968  | Рабочий объём двигателя более двух литров         | Chevrolet                                         | Марк Донохью                                      | Chevrolet Camaro                                  | Penske Racing                                     |
| 1968  | Рабочий объём двигателя два литра и менее         | Porsche                                           | Марк Донохью                                      | Chevrolet Camaro                                  | Penske Racing                                     |
| 1969  | Рабочий объём двигателя более двух литров         | Chevrolet                                         | Марк Донохью                                      | Chevrolet Camaro                                  | Penske Racing                                     |
| 1969  | Рабочий объём двигателя два литра и менее         | Porsche                                           | Марк Донохью                                      | Chevrolet Camaro                                  | Penske Racing                                     |
| 1970  | Рабочий объём двигателя более двух литров         | Ford                                              | Парнелли Джонс                                    | Ford Mustang                                      | Bud Moore Engineering                             |
| 1970  | Рабочий объём двигателя два литра и менее         | Alfa Romeo                                        | Парнелли Джонс                                    | Ford Mustang                                      | Bud Moore Engineering                             |
| 1971  | Рабочий объём двигателя более 2.5 литров          | American Motors                                   | Марк Донохью                                      | AMC Javelin                                       | Penske Racing                                     |
| 1971  | Рабочий объём двигателя 2,5 литра и менее         | Datsun                                            | Марк Донохью                                      | AMC Javelin                                       | Penske Racing                                     |
| 1972  | Рабочий объём двигателя более 2.5 литров          | American Motors                                   | Джордж Фоллмер                                    | AMC Javelin                                       | Roy Woods Racing                                  |
| 1972  | Рабочий объём двигателя 2,5 литра и менее         | Datsun                                            | Джон Мортон                                       | Datsun 510                                        | Brock Racing Enterprises                          |
| 1973  |                                                   | Chevrolet                                         | Питер Грегг                                       | Porsche 911                                       | Brumos Porsche                                    |
| 1974  |                                                   | Porsche                                           | Питер Грегг                                       | Porsche 911                                       | Brumos Porsche                                    |
| 1975  |                                                   | Chevrolet                                         | Джон Гринвуд                                      | Chevrolet Corvette                                | John Greenwood Racing                             |
| 1976  | C1                                                | American Motors                                   | Джокко Маджакомо                                  | AMC Javelin                                       | Jocko’s                                           |
| 1976  | C2                                                | Porsche                                           | Джордж Фоллмер                                    | Porsche 934                                       | Vasek Polak Racing                                |
| 1977  | C1                                                | Porsche                                           | Боб Таллиус                                       | Jaguar XJS                                        | Group 44                                          |
| 1977  | C2                                                | Porsche                                           | Людвиг Хаймрат                                    | Porsche 934                                       | Heimrath Racing                                   |
| 1978  | C1                                                | Jaguar                                            | Боб Таллиус                                       | Jaguar XJS                                        | Group 44                                          |
| 1978  | C2                                                | Chevrolet                                         | Грег Пикетт                                       | Chevrolet Corvette                                | Pickett Racing                                    |
| 1979  | C1                                                | Chevrolet                                         | Джин Ботелло                                      | Chevrolet Corvette                                | FEMSA/Kennedy                                     |
| 1979  | C2                                                | Porsche                                           | Джон Пол-ст.                                      | Porsche 935                                       | John Paul, Sr.                                    |
| 1980  |                                                   | Chevrolet                                         | Джон Бауэр                                        | Porsche 911                                       | Larry Green Racing                                |
| 1981  |                                                   | Chevrolet                                         | Эппи Витцес                                       | Chevrolet Corvette                                | Swiss Chalet                                      |
| 1982  |                                                   | Pontiac                                           | Эллиотт Форбс-Робинсон                            | Pontiac Firebird                                  | Huffaker Engineering                              |
| 1983  |                                                   | Chevrolet                                         | Дэвид Хоббс                                       | Chevrolet Camaro                                  | DeAtley Motorsports                               |
| 1984  |                                                   | Lincoln-Mercury                                   | Том Глой                                          | Mercury Capri                                     | Lane Sports Racing                                |
| 1985  |                                                   | Lincoln-Mercury                                   | Уолли Далленбах-мл.                               | Mercury Capri                                     | Roush Racing                                      |
| 1986  |                                                   | Lincoln-Mercury                                   | Уолли Далленбах-мл.                               | Chevrolet Camaro                                  | Selix/Protofab Racing                             |
| 1987  |                                                   | Lincoln-Mercury                                   | Скотт Пруэтт                                      | Merkur XR4Ti                                      | Roush Racing                                      |
| 1988  |                                                   | Audi                                              | Харли Хейвуд                                      | Audi 200 Quattro Turbo                            | Audi of America                                   |
| 1989  |                                                   | Ford                                              | Дорси Шрёдер                                      | Ford Mustang                                      | Roush Racing                                      |
| 1990  |                                                   | Chevrolet                                         | Томми Кендол                                      | Chevrolet Beretta                                 | Spice Engineering                                 |
| 1991  |                                                   | Chevrolet                                         | Скотт Шарп                                        | Chevrolet Camaro                                  | Jim Miller Racing                                 |
| 1992  |                                                   | Chevrolet                                         | Джек Балдуин                                      | Chevrolet Camaro                                  | MTI                                               |
| 1993  |                                                   | Chevrolet                                         | Скотт Шарп                                        | Chevrolet Camaro                                  | American Equipment Racing                         |
| 1994  |                                                   | Ford                                              | Скотт Пруэтт                                      | Chevrolet Camaro                                  |                                                   |
| 1995  |                                                   | Chevrolet                                         | Томми Кендол                                      | Ford Mustang                                      | Roush Racing                                      |
| 1996  |                                                   | Ford                                              | Томми Кендол                                      | Ford Mustang                                      | Roush Racing                                      |
| 1997  |                                                   | Ford                                              | Томми Кендол                                      | Ford Mustang                                      | Roush Racing                                      |
| 1998  |                                                   | Chevrolet                                         | Пол Джентилоцци                                   | Chevrolet Camaro                                  | Rocketsports Racing                               |
| 1999  |                                                   | Ford                                              | Пол Джентилоцци                                   | Ford Mustang                                      | Rocketsports Racing                               |
| 2000  |                                                   | Qvale                                             | Брайан Симо                                       | Qvale Mangusta                                    |                                                   |
| 2001  |                                                   | Jaguar                                            | Пол Джентилоцци                                   | Jaguar XKR                                        | Rocketsports Racing                               |
| 2002  |                                                   | Ford                                              | Борис Сейд                                        | Panoz Esperante                                   |                                                   |
| 2003  |                                                   | Jaguar                                            | Скотт Пруэтт                                      | Jaguar XKR                                        | Rocketsports Racing                               |
| 2004  |                                                   | Jaguar                                            | Пол Джентилоцци                                   | Jaguar XKR                                        | Rocketsports Racing                               |
| 2005  |                                                   | Jaguar                                            | Клаус Граф                                        | Jaguar XKR                                        | Rocketsports Racing                               |
| 2006  | Из-за малого числа гонок титулы не разыгрывались. | Из-за малого числа гонок титулы не разыгрывались. | Из-за малого числа гонок титулы не разыгрывались. | Из-за малого числа гонок титулы не разыгрывались. | Из-за малого числа гонок титулы не разыгрывались. |
| 2009  |                                                   | Jaguar                                            | Томи Дрисси                                       | Jaguar XKR                                        | Rocketsports Racing                               |
| 2010  |                                                   | Chevrolet                                         | Тони Аве                                          | Chevrolet Corvette                                | Lamers Racing                                     |
| 2011  |                                                   | Chevrolet                                         | Тони Аве                                          | Chevrolet Corvette                                | Lamers Racing                                     |
| 2012  | TA                                                | Chevrolet                                         | Саймон Грегг                                      | Chevrolet Corvette                                | Derhaag Motorsports                               |
| 2012  | TA2                                               | Chevrolet                                         | Боб Стретч                                        | Chevrolet Camaro                                  | Fix Rim Mobile Wheel Repair                       |
| 2012  | GGT                                               |                                                   | Чак Кассаро                                       | Panoz Esperante GTS                               | Cassaro Racing                                    |
| 2013  | TA                                                | Chevrolet                                         | Дуг Петерсон                                      | Chevrolet Corvette                                | Tony Ave Racing                                   |
| 2013  | TA2                                               | Chevrolet                                         | Кэмерон Лоренс                                    | Chevrolet Camaro                                  | Miller Racing                                     |
| 2013  | TA3-American Muscle                               | Porsche                                           | Чак Кассаро                                       | Ford Mustang                                      | Cassaro Racing                                    |
| 2013  | TA3-International                                 | Porsche                                           | К. Дэвид Сьюз                                     | Porsche 996 GT3                                   |                                                   |
| 2014  | TA                                                | Chevrolet                                         | Дуг Петерсон                                      | Chevrolet Corvette                                | Tony Ave Racing                                   |
| 2014  | TA2                                               | Chevrolet                                         | Кэмерон Лоренс                                    | Dodge Challenger                                  | Miller Racing                                     |
| 2014  | TA3-American Muscle                               | Chevrolet                                         | Эрни Франц-мл.                                    | Chevrolet Camaro                                  | Breathless Performance Racing                     |
| 2014  | TA3-International                                 | Chevrolet                                         | Джейсон Беркли                                    | Chevrolet Corvette                                | BMG Management Racing                             |
| 2015  | TA                                                | Chevrolet                                         | Эми Руман                                         | Chevrolet Corvette                                | Ruman Racing                                      |
| 2015  | TA2                                               | Chevrolet                                         | Гар Робинсон                                      | Chevrolet Camaro                                  | Robinson Racing                                   |
| 2015  | TA3-American Muscle                               | Chevrolet                                         | Эрни Франц-мл.                                    | Chevrolet Camaro                                  | Breathless Performance Racing                     |
| 2015  | TA3-International                                 | Dodge                                             | Ли Сандерс                                        | Dodge Viper                                       | V10 PWR Racing                                    |

Примечание: Личный кубок в 1966-71-м годах не разыгрывался, но позднее Альберт Бочроч в своей книге о первом двадцатилетии серии рассчитал таблицы личного зачёта по схеме начисления очков, принятой с 1972 года. Эта версия не была утверждена SCCA, но очень часто используется с тех пор в обзорной литературе.